# Земля до начала времён 5: Таинственный остров
«Земля до начала времён 5: Таинственный остров» (англ. The Land Before Time V: The Mysterious Island) — мультфильм производства США, продолжающий мультипликационную серию «Земля до начала времён» (1997).

## Сюжет
Гигантская стая саранчи опустошает Великую Долину. В поисках пищи стада динозавров вынуждены покинуть родные места. Из-за нехватки продовольствия взрослые принимают решение разделиться и разойтись в разные стороны. Чтобы не разлучаться, маленький бронтозавр Литтлфут и его компания — Сэра-Трёхрог, Даки-Пловчиха, Спайк-Шипохвост и Питри-Летун — самостоятельно (и, разумеется, тайком от старших) отправляются искать место, где еды и воды хватит на всех. Дойдя до берега моря, они находят то, что искали — покрытый пышной зеленью остров. Однако, добравшись до острова, динозаврики оказываются в опасности — каменную гряду, по которой они пришли, разрушает землетрясение, а вернуться на материк вплавь не даёт страшный Плавучий Острозуб.
Проведя ночь на острове, наутро дети неожиданно встречают старого знакомого — маленького тираннозавра Зубастика, который живёт здесь со своими родителями. Он рад встрече с Литтлфутом и его друзьями, помогает им найти пищу и укромное местечко, где те могут спрятаться от взрослых тираннозавров. Однако вскоре выясняется, что родители Зубастика — не единственные хищники на острове: свирепый Гиганотозавр нападает на динозавриков и загоняет их на край обрыва. На помощь друзьям самоотверженно бросается Зубастик, а на помощь ему самому — его папа и мама. Начинается кровавая битва, в ходе которой супруги-тираннозавры объединёнными усилиями сбрасывают незваного пришельца в море, но тот, падая, увлекает с собой Зубастика. Литтлфут прыгает в воду, чтобы спасти малыша. Теперь опасность грозит обоим: плавучий Острозуб не намерен снова упустить добычу… Но громадная самка эласмозавра по имени Элси вовремя успевает вытащить Литтлфута и Зубастика на берег. Итак, всё кончается благополучно: Зубастик возвращается к своим родителям, а Литтлфута и его друзей добрая Элси переправляет обратно на Большую Землю, где их ждут родные и близкие.

## Персонажи и актёры
- Брэндон Лакруа — Литтлфут (англ. Littlefoot).
- Энди Макэфи — Сэра (англ. Cera).
- Эйриа Кёрзон — Даки (англ. Ducky).
- Джефф Беннетт — Питри (англ. Petrie) / мистер Клабтейл.
- Роб Полсен — Спайк (англ. Spike).
- Кеннет Марс — Дедушка (англ. Grandpa Longneck).
- Мириам Флинн — Бабушка (англ. Grandma Longneck).
- Тресс Макнилл — Мама Даки, мама Питри.
- Джон Ингл — Отец Сэры.
- Кэннон Янг — Зубастик (англ. Chomper).
- Кристина Пиклз — Элси (англ. Elsie).
- Фрэнк Уэлкер — Гиганотозавр.